# Jean Pierre Brol
Jean Pierre Brol Cárdenas (Guatemala, 18 de diciembre de 1982) es un deportista guatemalteco de la especialidad de tiro quien fue campeón de Centroamérica y del Caribe en Mayagüez 2010.  Fue medalla de bronce en los Juegos Olímpicos de París 2024, convirtiéndose en el segundo medallista olímpico de su país tras Erick Barrondo.Es ingeniero agrónomo,está casado y tiene dos hijos.

## Trayectoria
Su padre, Fernando Brol, lo llevaba a los 14 años a que observara sus entrenamientos, ya que competía para Guatemala en la misma especialidad.
Jean Pierre es el menor de los hermanos Brol. Enrique y Herbert, los mayores, son reconocidos tiradores en la modalidad de escopeta y también se han dedicado a esta práctica en el alto rendimiento, compitiendo en Río 2016

Sin apresurarse, ni exigirle a su padre que le diera la oportunidad de disparar el rifle, mantuvo calma, pero cuando le llegó el momento sabía que era para iniciar una carrera que con el paso de los años se volvió su ocupación
Jean Pierre Brol (en busca del blanco perfecto, s.f.)

Tras graduarse del bachillerato en el colegio en el año 2000, Brol tuvo tiempo para dedicarse al deporte. Empezó su primer Ciclo Olímpico en el año 2002, para los Juegos Centroamericanos y del Caribe 2002 de San Salvador, donde debutó con una plata individual y un oro por equipos (Comité Olímpico Guatemalteco, 2012).

## Logros
La trayectoria deportiva de Jean Pierre Brol se identifica por su participación en los siguientes eventos nacionales e internacionales:

### Juegos Centroamericanos y del Caribe
Fue reconocido su triunfo de ser el séptimo deportista con el mayor número de medallas de la selección de  Guatemala 
en los juegos de Mayagüez 2010.

#### Juegos Centroamericanos y del Caribe de Mayagüez 2010
Su desempeño en la vigésima primera edición de los juegos, se identificó por ser el ducentésimo nonagésimo octavo deportista con el mayor número de medallas entre todos los participantes del evento, con un total de 2 medallas:

- , Medalla de plata: Foso
- , Medalla de plata: Equipo

### Juegos Olímpicos
- , Medalla de bronce: Foso